# Glochidion impuber
Glochidion impuber är en emblikaväxtart som först beskrevs av William Roxburgh, och fick sitt nu gällande namn av Rafaël Herman Anna Govaerts. Glochidion impuber ingår i släktet Glochidion och familjen emblikaväxter.
Artens utbredningsområde är Moluckerna. Inga underarter finns listade i Catalogue of Life.